# Golam Mostofa
Golam Mostofa (in bengali গোলাম মোস্তফা; Jessore, 1897 – Jhenaidah, 13 ottobre 1964) è stato uno scrittore pakistano.
Si è espresso prevalentemente in lingua bengalese.

## Biografia
Provenne da una famiglia di grande tradizione nel mondo dell'arte e della letteratura, come dimostrarono sia il padre Golam Rabbani ed il nonno Kazi Golam Sarwar, entrambi poeti folk.
Golam Mostofa compì la sua formazione scolastica dapprima in Damukdia e poi a Shailkupa, dove frequentò il Ripon College dal 1918 e il David Hare Training College dal 1922.
Dal 1920 incominciò ad insegnare al Barakpore Government School.
Ottenne un ruolo di primaria importanza nel comitato governativo impegnato a riformare la lingua bengalese, formato nel 1949.
Assieme al collega Giasimu'd-Din rappresentò la migliore manifestazione del rinnovamento letterario islamico pakistano in bengalese, che ebbe come precursore e caposcuola, agli inizi del Novecento, lo scrittore Kazi Nazrul Islam.
Credette fortemente agli ideali del Pakistan e sostenne la lingua urdu come linguaggio fondamentale del Pakistan.
Nella sua produzione sono presenti tutti e due gli aspetti principali della letteratura pakistana bengalese: l'interesse e l'attaccamento politico islamico e nazionale, con tendenze al rinnovamento sociale e il lirismo tagoriano.
La tradizione islamica fu una delle sue primarie fonti di ispirazione, tanto è vero che uno dei suoi libri più significativi fu Biswanabi (1942), una biografia della vita del profeta Maometto.
Golam Mostofa, nella sua duplice veste di scrittore, ma anche di musico e cantore, inserì e diffuse nell'ambito della cultura bengalese ritmi innovatori, riprendendoli dalla tradizione araba.
Nella sua variegata carriera di scrittore, saggista, novelliere, traduttore, si distinse per svariate opere, ma soprattutto per i canti, come quelli di argomento politico, racchiusi nella raccolta Tarana-e Pakistan ("Canto del Pakistan"), dove si fece sentire maggiormente l'influenza di Kazi Nazrul Islam e della sua tendenza alla spiritualità.
Golam Mostofa ebbe quattro figli e tre mogli. Uno dei suoi figli, Mostafa Monowar, divenne una celebrità e assunse la direzione generale della televisione pakistana.
Morì il 13 ottobre del 1964 a causa di una trombosi cerebrale.

## Opere

### Poesie
- Roktorag (1924)
- Hasnahena (1938)
- Khosroj (1929)
- Sahara
- Gulistan
- Bani Adam
- Kabbo Kahini
- Sahara
- Tarana-E-Pakistan
- Bulbulistan
- Prarthona

### Biografia
- Bishwanabi (1942)

### Novelle
- Ruper Nesha
- Vangabuk

### Altro
- Islam O Communism
- Maru Dulal
- Islam O Zihad
- Amar Chintadhara

### Traduzioni
- Musaddas-E-Hali
- Kalam-E-Iqbal
- Shiqwa O Jawab-E-Shiqwa
- Al Quran
- Joy Porajoy (Ekhwanus Safa)